# Dindica polyphaenaria
Dindica polyphaenaria là một loài bướm đêm trong họ Geometridae.

## Hình ảnh

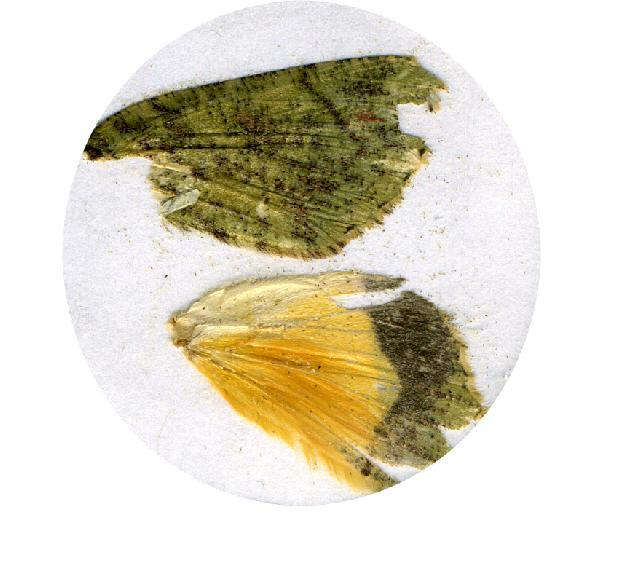